# Fribytaren på Östersjön
Fribytaren på Östersjön är en historisk roman av Viktor Rydberg. Romanen utspelar sig på 1600-talet, och handlar om piratliv, häxprocesser och en sammansvärjning mot landets styrelse inom adeln.
Romanen gick ursprungligen som följetong i Göteborgs Handels- och Sjöfartstidning mellan den 9 januari och den 26 maj 1857, och författarens namn avslöjades först i sista delen. I romanform gavs den ut i juli 1857. Senare kom den i två omarbetade utgåvor 1866 och 1877. Hjalmar Ewerlöf hade rättigheterna till romanen, innan de inför utgivningen av Rydbergs skrifter 1896 (som seriens fjärde del) övergick till Bonniers.

## Handling
Romanen är en historisk äventyrsroman av ganska klassiskt 1800-talssnitt, som utspelar sig på 1600-talet. Även om romanen är ganska tidstypisk visar den på en medvetenhet hos författaren vad gäller berättarteknik och struktur.
Det huvudsakliga temat är sjöröveri och smuggleri, liksom en sammansvärjning inom adeln för att störta regeringen, riksrådet. Som ett viktigt sidotema till detta fungerar häxprocesserna i Sverige, där Ingrid på Trollmossen och hennes dotter Elin/Ellen står anklagade för trolldom och häxeri, och döms till att brännas på bål. Prästen Suenonius, som driver kampen mot Ingrid, Elin och de andra anklagade häxorna i församlingen är enligt Gunnar Hallingberg en av "de värsta prästgestalterna i svensk litteratur."
Birthe Sjöberg menar att Ingrid är ett exempel i Rydbergs författarskap, jämte Singoalla, Hermione i Den siste Athenaren och Margit i Vapensmeden, på handlingskraftiga, starka kvinnor. Sjöberg menar att Ingrid representerar Rydbergs kristendomsuppfattning, att trots alla umbäranden stå fast vid sin starka gudstro, och att det på så vis finns likheter mellan Ingrid och Bibelns Job.
Romanen är delvis baserad på en verklig händelse i Kalmar län, och flera av de personer som förekommer i romanen är historiska, såsom riksrådet Bengt Skytte och hans dotter Maria Skytte, samt ryttmästaren Gustaf Drake, som under åren 1657–1663 bedrev sjöröveri på Östersjön.
Samtidigt använder sig Viktor Rydberg av handlingen för att kommentera på samtida företeelser, inte minst religiösa förföljelser under 1800-talets mitt.

## Romanens dikter
I romanen återfinns två dikter: "Korsaren" i kapitel 18, som sedan upptogs något omarbetad bland de "Strandvrak"-dikter som publicerades i kalendern Flora 1864, och än mer omarbetad under titeln "Oro" i kalendern Svea 1876. Dikten är intill plagiat lik dikten "Fribytaren" ur en av Henrik af Trolles sjöromaner. Den andra dikten, "En dröm" från kapitel 10, höll Rydberg långt senare också på att omarbeta under titeln "Maria Skyttes sång", men fullbordade inte denna omarbetning.